# ابوتیلون گل گاوپنبه‌ای
ابوتیلون گل گاوپنبه‌ای (نام علمی: Abutilon pictum) نام یک گونه از سرده ابوتیلون است.

## نگارخانه

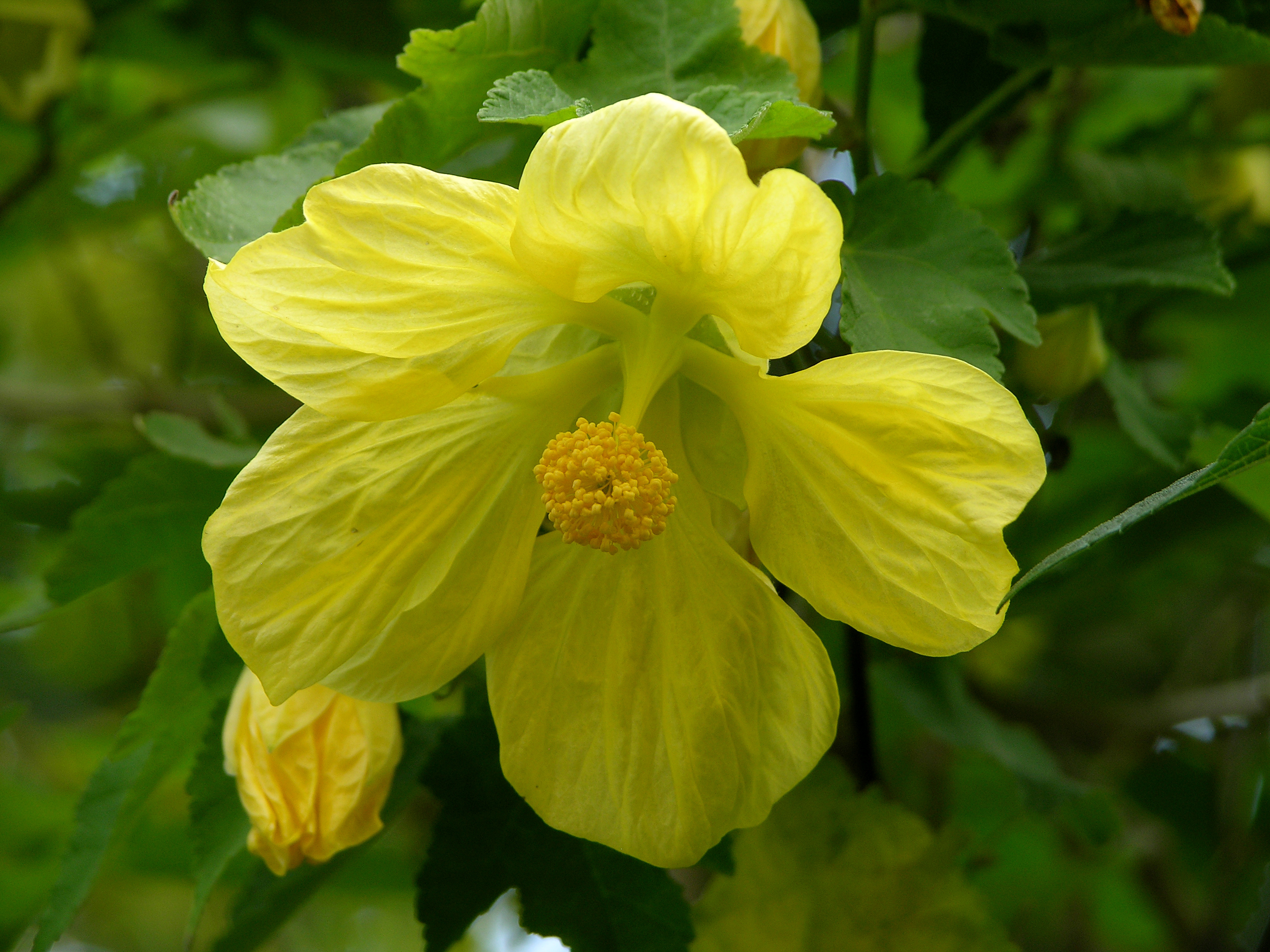
Moonchimes
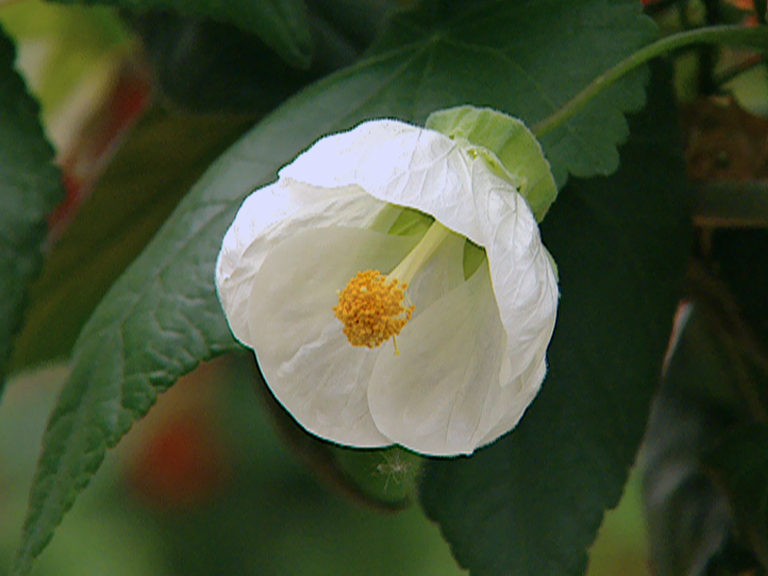
Blüte von Zimmerahorn
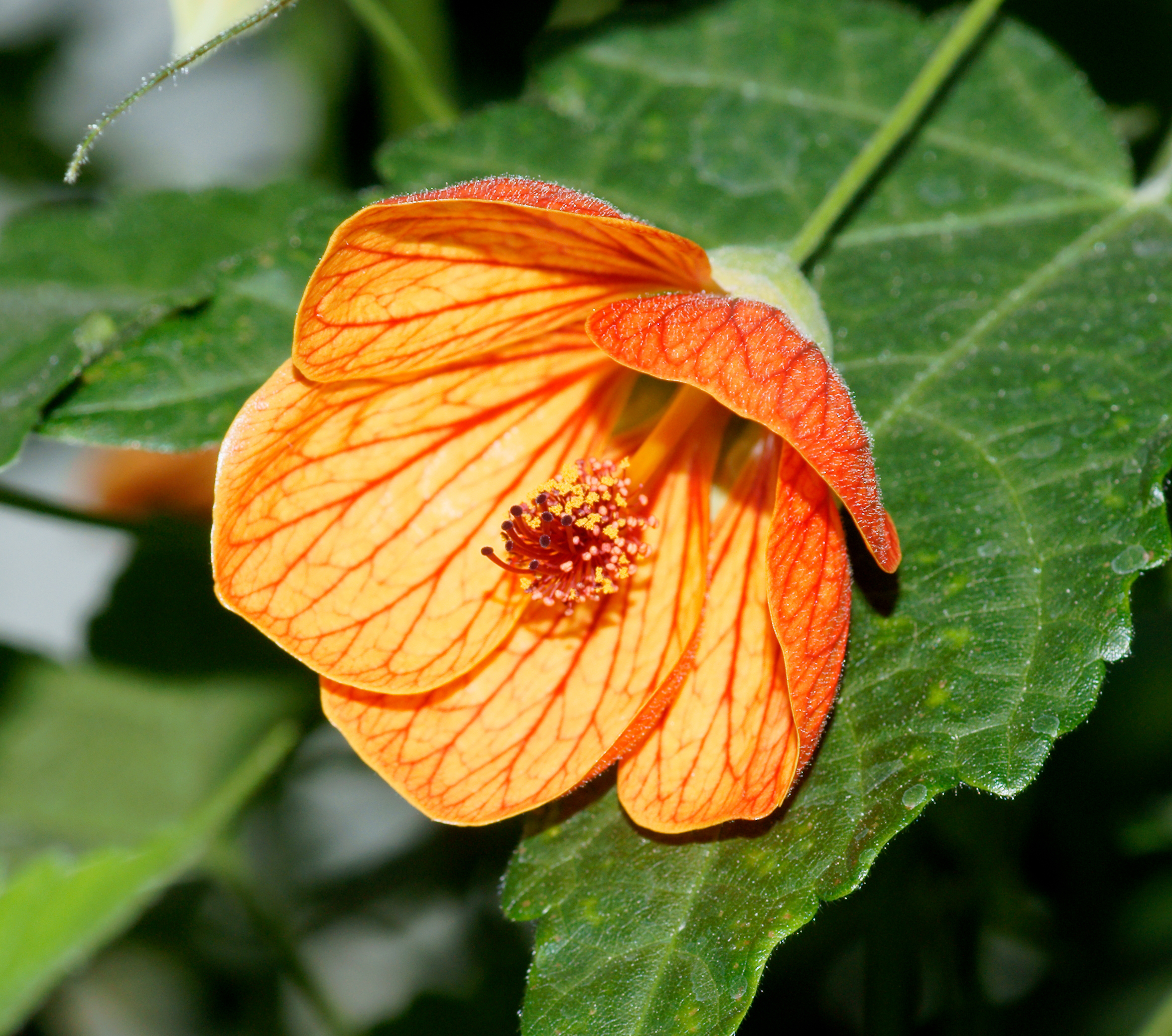
Indian mallow
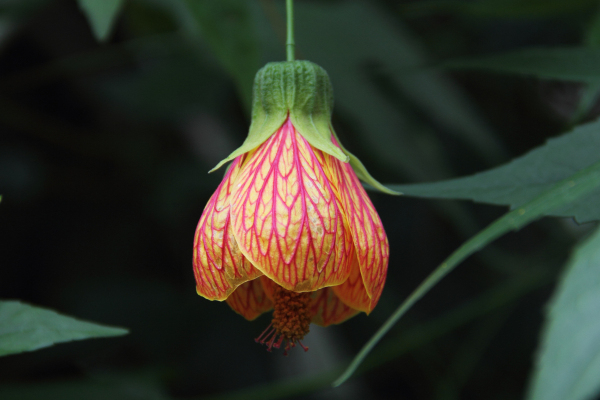
ابوتیلون گل گاوپنبه‌ای
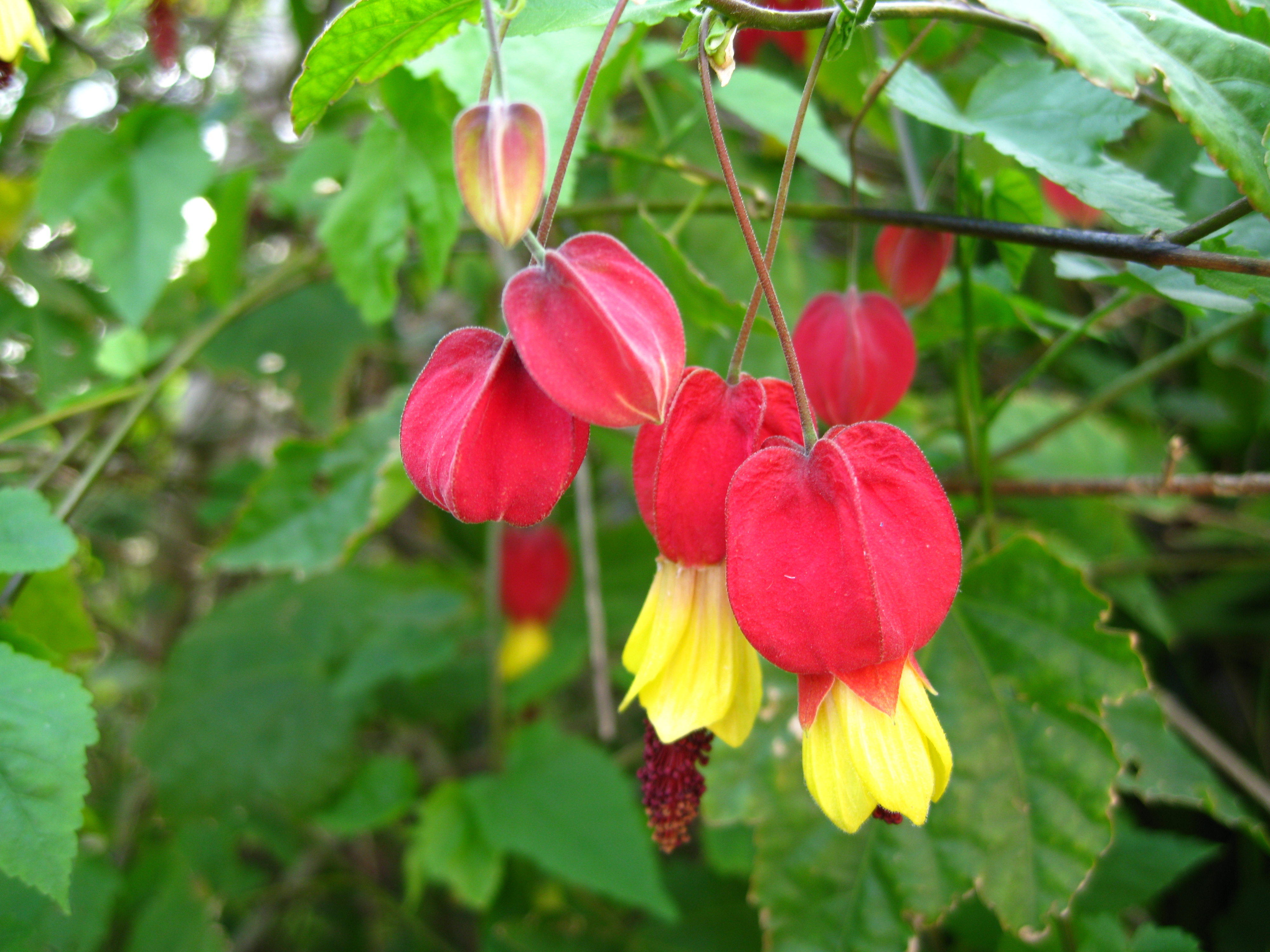
ابوتیلون فانوسی
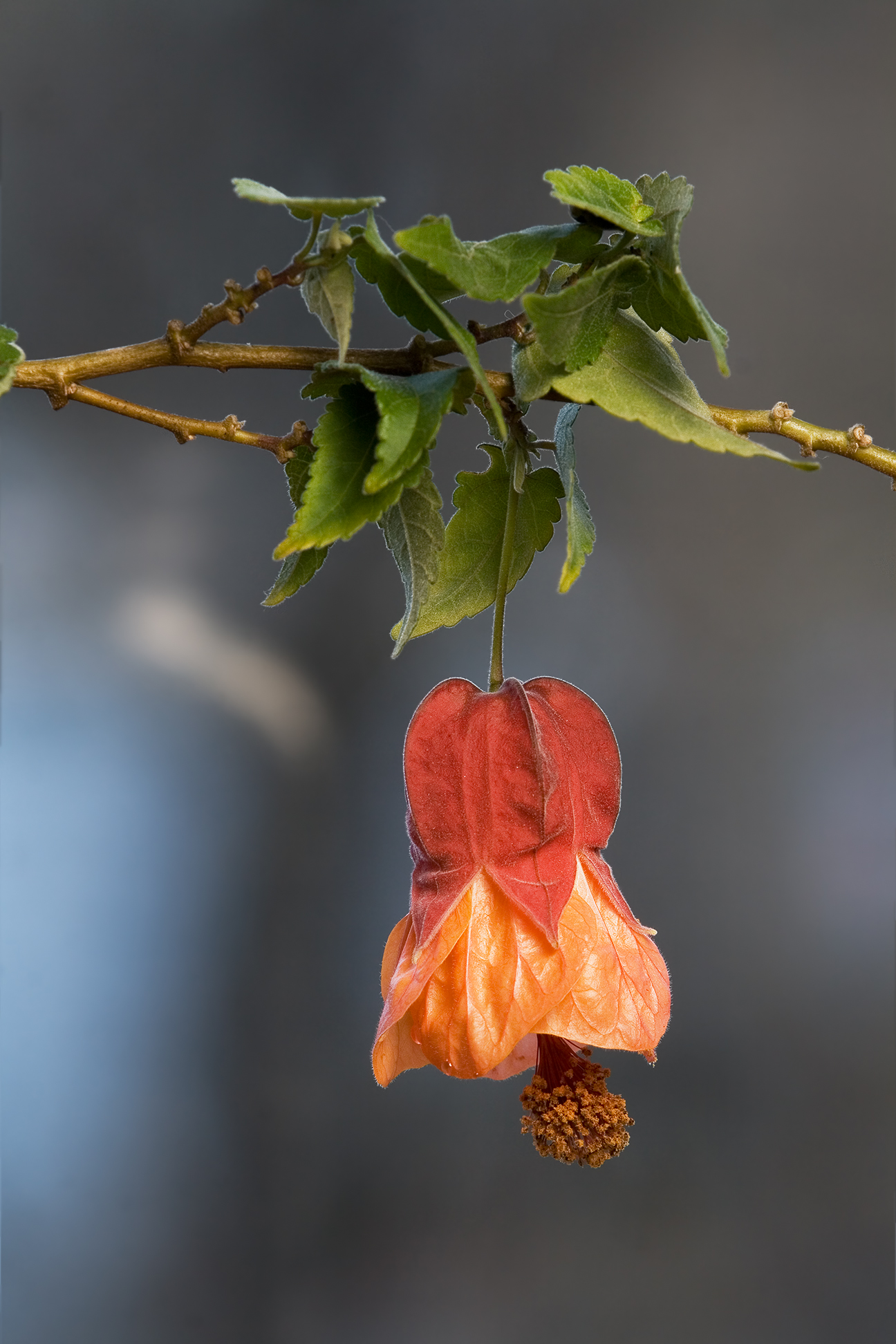
ابوتیلون فانوسی Abutilon × hybridum